# Den Hout (Beerse)

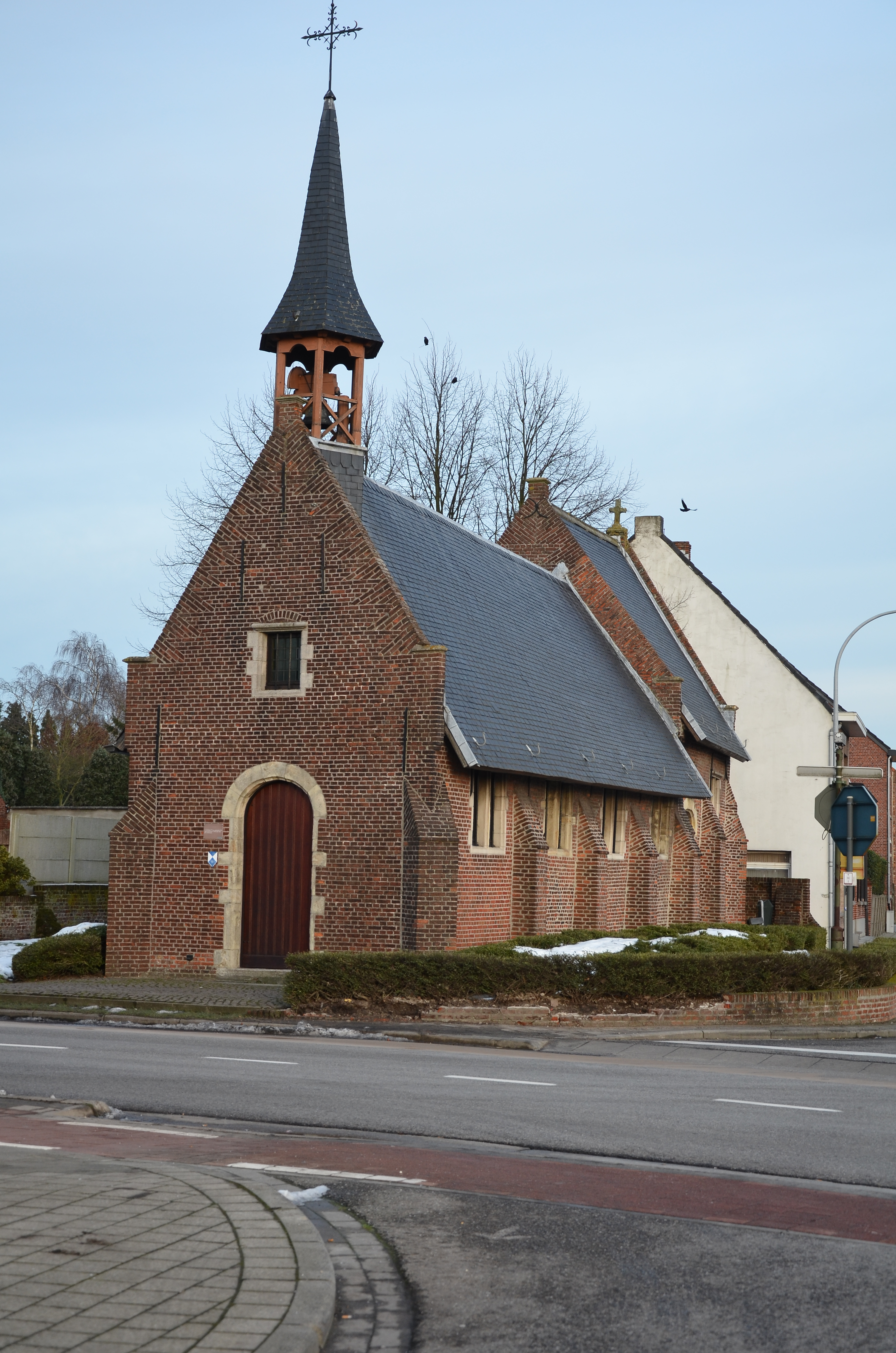
Sint-Corneliuskapel

Den Hout is een kerkdorp gelegen in de Antwerpse gemeente Beerse.

## Bezienswaardigheden
- De Sint-Corneliuskapel
- De Onze-Lieve-Vrouw van Altijddurende Bijstandkerk

## Natuur en landschap
Den Hout ligt in de Antwerpse Kempen aan het Kanaal Dessel-Turnhout-Schoten op een hoogte van ongeveer 25 meter. Het is in het oosten vastgebouwd aan de kern van Beerse. Vooral in het westen liggen veel bossen en er is ook een steenfabriek, ten noorden waarvan diverse kleiputten liggen.

## Economie
Vooral langs de Nijverheidsstraat, die ten noorden langs het Kanaal Dessel-Turnhout-Schoten loopt, vindt men fabrieken, zoals:
- North Portland Cement and Brickworks (1889), deze zou later de Cimenteries et Briqueteries Réunies (C.B.R.) genoemd worden en nog later Steenfabriek SAS. Een 120-tal arbeidershuizen werden in opdracht van deze fabriek gebouwd, voornamelijk aan de Lange Kwikstraat [1]. Uiteindelijk werd de fabriek gesloten en in 2017 grotendeels gesloopt.
- Oud chimical of Campine[2] , een chemische fabriek, van 1899. Vanaf 1912: Compagnie Métallurgique de la Campine. Vanaf 1977: Chemisch Metallurgisch Bedrijf "Campine" nv. De fabriek produceerde antimoon en verbindingen daarvan en later ook lood. In 1987 kwam er ook een afdeling voor plastics.
- Nieuw chimical [3], eveneens een fabriek van bovengenoemde NV, aan de zuidkant van het kanaal, tegenover de steenfabriek van Wienerberger. Deze werd gesticht in 1908 voor de productie van kopersulfaat en geraffineerd koper.

Van beide chemische fabrieken zijn nog oude gebouwen aanwezig.
- Steenfabriek: Wienerberger Beerse, aan Absheide, in het verlengde van de Nijverheidsstraat.

## Nabijgelegen kernen
Beerse, Sint-Jozef, Vlimmeren